# Kevin Abstract
Kevin Abstract (Corpus Christi, 1996. július 16. –) amerikai rapper, énekes, dalszerző.

## Pályakép
Simpson a texasi Corpus Christiben született 1996-ban. Több testvér közül a legfiatalabbként nőtt fel egyedülálló anyjával, akinek akaratával szembeszállva nem ment egyetemre. 15 évesen megszökött otthonról, és egy barátja családjával élt egy többségében fehér külvárosban. Aztán a nővérével egy időre Georgiába költözött, aztán visszatért Texasba a leendő zenei pálya érdekében.
Már tizenegy évesen elkezdett zenélni, a YouTube hangszeres felvételeire reppelt. Tizenkét évesen vette fel a Kevin Abstract művésznevet, és megalapította az Hip-Hop-Kollektiv AliveSinceForever hip-hop kollektívát, ami később Brockhampton legyüttessé vált.
2013-ban megjelent egy középlemeze. Egy nappal tizennyolcadik születésnapja előtt kiadta debütáló albumát (MTV 1987). Az album jó kritikákat kapott, és több listára is felkerült.
Miután kiadta korai anyagát magát a Brockhamptonnal, Los Angelesbe költözött. Megjelent második szólóalbuma, az American Boyfriend: A Suburban Love Story, amelyen elismerte homoszexualitását. Az album a Heatseekers toplistájának 17. helyére került. A következő két évben az Abstract nagy sikereket aratott.Miután kiadta korai anyagát magát a Brockhamptonnal, Los Angelesbe költözött. Megjelent második szólóalbuma, az American Boyfriend: A Suburban Love Story, amelyen elismerte homoszexualitását. Az album a Heatseekers toplistájának 17. helyére került. A következő két évben Kevin Abstract nagy sikereket aratott. 2019-ben harmadik szólóalbuma is megjelent (Arizona Baby). 
Kevin Abstract zeneileg a hip-hop, a pop, az R&B és az alternatív rock között mozog. Dalszövegei olyan felnőttkori kérdéseket tükröznek, mint a depresszió, a kapcsolatok, a kábítószer-használat és a társadalmi kitaszítottság.

## Stúdióalbumok
- 2014: MTV 1987
- 2016: American Boyfriend: A Suburban Love Story
- 2019: Arizona Baby

## Keverések és EP-k
- 2009: KevinLovesYou
- 2010: The Schoolbus Chronicles
- 2011: Pink Elephants
- 2011: BeyondOurDreams
- 2011: Imagination
- 2013: The ASF EP
- 2013: Kevin Abstract EP
- 2015: Kilmer
- 2019: Arizona Baby
- 2019: Ghettobaby

## Filmek
- Kevin Abstract az IMDb-n